# La guerra dels mons
|  | Per a altres significats, vegeu «La guerra dels mons (desambiguació)». |

La guerra dels mons (The War of the Worlds en anglès) és una novel·la de ciència-ficció escrita per H. G. Wells entre 1895 i 1897, i serialitzada a Pearson's Magazine al Regne Unit i a la revista Cosmopolitan als Estats Units el 1897. La novel·la completa es va publicar per primera vegada en tapa dura el 1898 per William Heinemann. És una de les primeres històries que detalla un conflicte entre la humanitat i una raça alienígena. La novel·la és la narrativa en primera persona d'un protagonista sense nom a Surrey i el seu germà petit a Londres quan el sud d'Anglaterra és envaït per marcians i és una de les obres més comentades de la ciència-ficció canònica.
Ha tingut una notable influència sobre les posteriors i nombroses versions d'aquesta mateixa idea. De la novel·la de Wells, se n'han fet moltes adaptacions a diferents medis: pel·lícules, programes de ràdio, videojocs, còmics i sèries de televisió.

## Resum

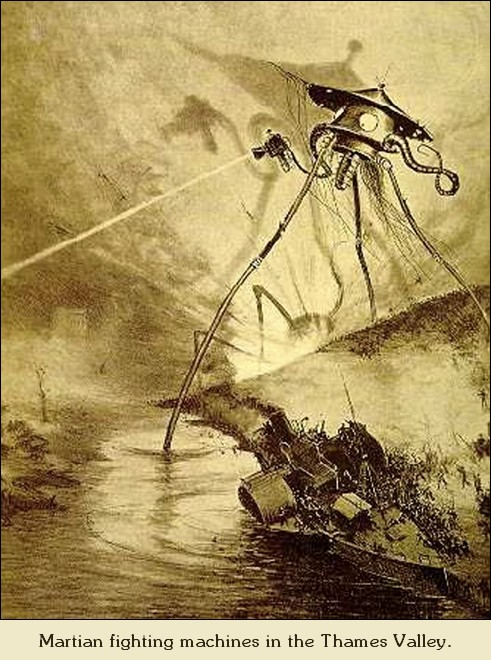
Marcians descarregant raigs calòrics a la vall del Tàmesi. Il·lustració d'Henrique Alvim Corrêa.

L'acció comença a Woking, al sud d'Anglaterra, l'any 1894. Ogilvy, astrònom, avisa al seu amic Ashton, el protagonista, que ha vist quelcom estrany. En un principi, considera la possibilitat que siguin meteorits o erupcions d'un volcà marcià, però erra.
A prop de la ciutat, aterra una nau espacial, i una multitud es concentra al voltant. De sobte, se sent un soroll des de dins de la nau. A poc a poc, en surt un alienígena, de cap gegant, pell oliosa, llargs tentacles i bavejant saliva per la boca. Llavors comença la invasió marciana. El seu poderós "Heat-Ray" ('raig calòric' en anglès) fulmina qualsevol cosa que es troba al seu voltant. Ogilvy mor a l'acte, però Ashton se'n salva.
Els marcians venen a la Terra fugint del seu planeta, que s'ha tornat massa fred per a viure-hi. Així que, després d'explorar, arriben a la conclusió que la Terra era un planeta idoni: aigua, temperatura ideal, llum solar, etc. Per a establir-s'hi, doncs, han de planejar-ne la conquesta.
La gent, incrèdula, no fa cas a les paraules d'Ashton. A partir de llavors, la història se centra en la lluita per la supervivència d'Ashton, i en les formes marcianes. Per exemple, els extraterrestres es mouen més ràpidament gràcies a uns trípodes gegants, que provoquen devastació en tot allò que toquen.
Ashton intenta superar el malson amb l'ajut de companys que troba pel camí, com per exemple Bill o el vicari.

## Publicació
A finals de la dècada de 1890 era habitual que les novel·les fossin serialitzades en revistes o diaris abans de la seva publicació íntegra, amb cada part de la serialització acabant en un cliffhanger per atraure el públic a comprar el següent número. Aquesta pràctica era familiar a les novel·les de Charles Dickens a principis del segle xix. La guerra dels mons es va publicar per primera vegada al Regne Unit a Pearson's Magazine d'abril a desembre de 1897. A Wells se li va pagar 200 lliures i Pearsons va exigir saber el final abans de comprometre's a publicar-la. El volum complet va ser publicat per primera vegada per Heinemann l'any 1898 i s'ha reimprès de forma continuada des de llavors.

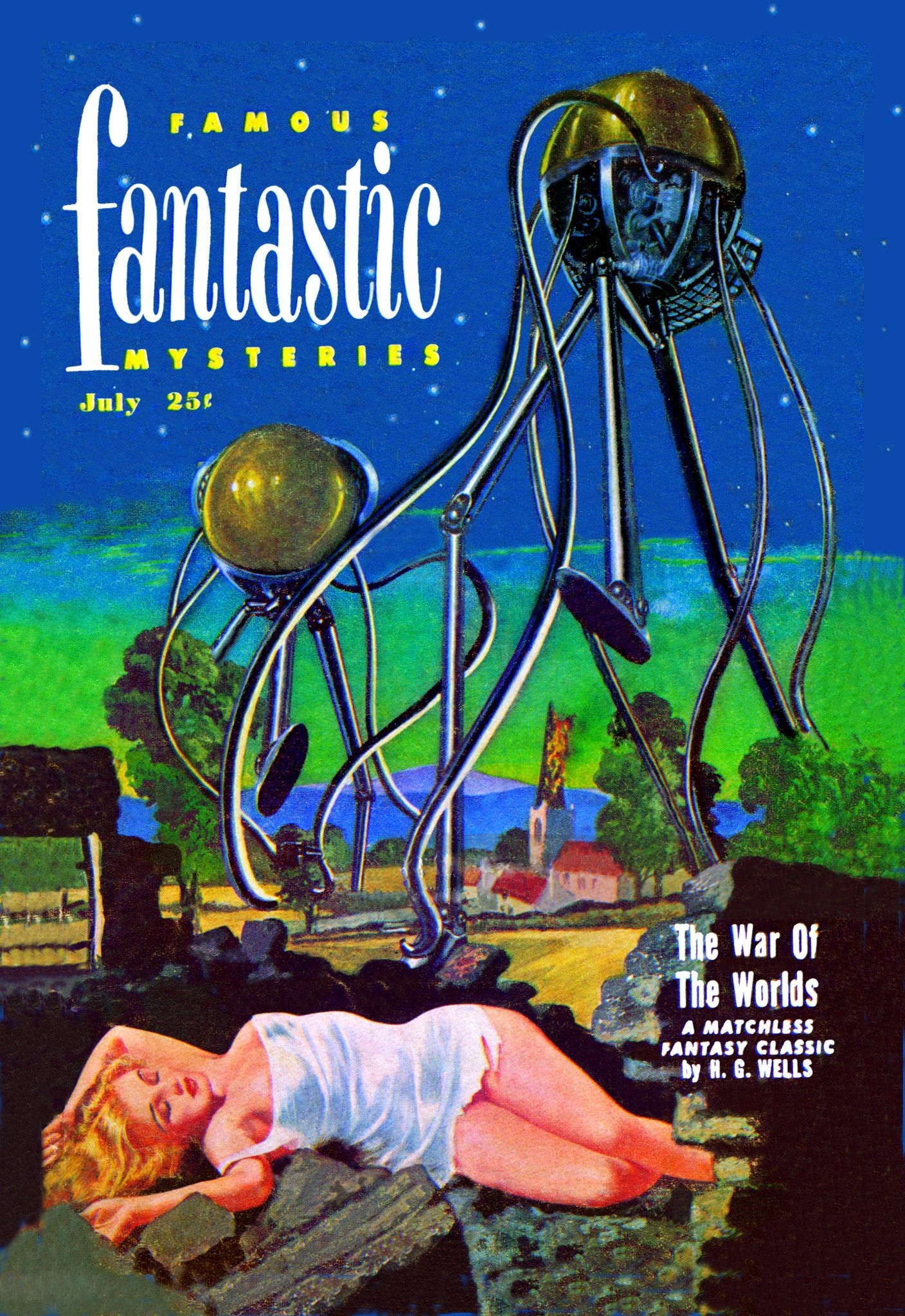
A l'edició de juliol de 1951 es va presentar una reedició de La guerra dels mons a Famous Fantastic Mysteries.

Dues serialitzacions no autoritzades de la novel·la es van publicar als Estats Units abans de la publicació de la novel·la. El primer va ser al New York Evening Journal on la història es va publicar com a Fighters from Mars or the War of the Worlds, situada en un ambient de Nova York, entre desembre de 1897 i gener de 1898. La segona versió tenia els marcians aterrant a prop i al voltant de Boston, i va ser publicada per The Boston Post com Fighters from Mars, or the War of the Worlds in and near Boston l'any 1898. Tot i que aquestes versions es consideren no autoritzades, Hughes i Geduld especulen que Wells podria haver acceptat sense voler la serialització al New York Evening Journal. Aquestes dues versions de la història van ser seguides per Edison's Conquest of Mars de Garrett P. Serviss.
Holt, Rinehart & Winston va reimprimir el llibre el, combinat amb La màquina del temps, i van encarregar a Michael Koelsch que il·lustres una nova portada.

### Recepció
La guerra dels mons va ser rebuda favorablement tant pels lectors com per la crítica. The Illustrated London News va escriure que la serialització a Pearson's magazine va tenir «un èxit molt diferent". La història va ser encara millor com a llibre, i els crítics la van qualificar com "la millor obra que ha produït fins ara», i destacant l'originalitat de la història en mostrar Mart amb una nova llum a través del concepte d'una invasió alienígena de la Terra. Escribint per a Harper's Weekly, Sidney Brooks va admirar l'estil d'escriptura de Wells: «és un control complet de la seva imaginació i la fa efectiva convertint les seves fantasies més horribles en el llenguatge de la denominació més senzilla i menys sorprenent». Lloant el "poder de la realització vívida" de Wells, el crític de The Daily News va escriure, «la imaginació, l'extraordinari poder de presentació, la importància moral del llibre no es poden qüestionar». Hi va haver, però, algunes crítiques a la naturalesa brutal dels fets de la narració.

### Literatura d'invasió

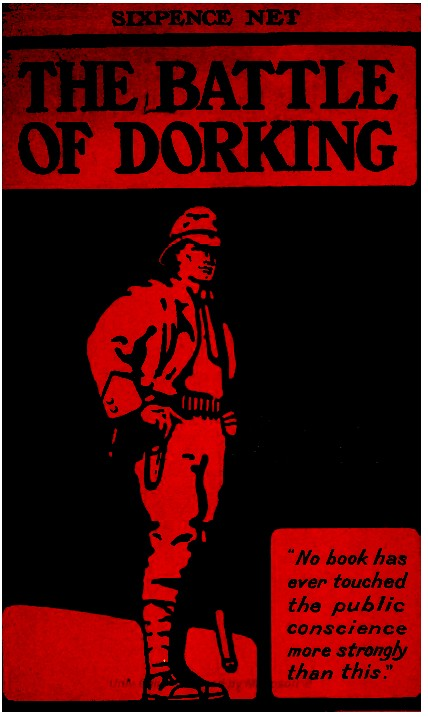
The Battle of Dorking va començar la literatura d'invasió.

Entre 1871 i 1914 es van publicar més de 60 obres de ficció per a lectors adults que descriuen les invasions de la Gran Bretanya. L'obra original va ser The Battle of Dorking (1871) de George Tomkyns Chesney, que retrata un atac i un desembarcament alemany sorprenent a la costa sud d'Anglaterra, fet possible per la distracció de la Royal Navy en patrulles colonials i l'exèrcit en una insurrecció irlandesa. L'exèrcit alemany té poc treball amb la milícia anglesa i marxa ràpidament cap a Londres. Aquesta història es va publicar a Blackwood's Magazine el maig de 1871 i va ser tan popular que es va reimprimir un mes més tard com a pamflet que va vendre 80.000 còpies.
Hi ha clares similituds argumentals entre el llibre de Wells i The Battle of Dorking. En ambudes, un enemic despietat fa un atac sorpresa devastador, amb les forces armades britàniques indefenses per aturar el seu avenç implacable; i totes dues impliquen la destrucció dels Home Counties del sud d'Anglaterra. Tanmateix, La guerra dels mons transcendeix la típica fascinació de la literatura d'invasió per la política europea i les disputes internacionals, amb la seva introducció d'un adversari alienígena.
El gènere de la literatura d'invasió va proporcionar una base familiar des de la qual recolzar l'èxit de La guerra dels mons. També pot haver demostrat una base important per a les idees de Wells, ja que mai havia vist ni lluitat en una guerra.

## Influències

### Mart i marcians

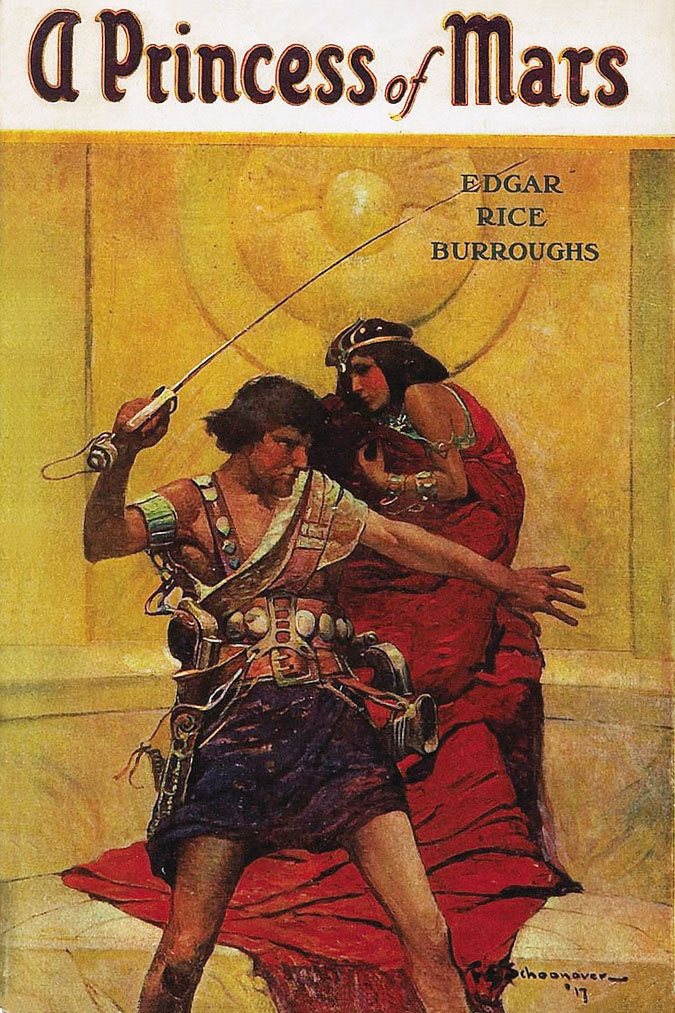
Portada d'Una princesa de Mart d'Edgar Rice Burroughs (il·lustració de portada de Frank Schoonover).

La novel·la va iniciar diversos trops marcians perdurables en l'escriptura de ciència-ficció. Aquests inclouen Mart sent un món antic; prop del final de la seva vida; sent la llar d'una civilització superior capaç de proeses avançades de la ciència i l'enginyeria; i també sent font de forces invasores, desitjoses de conquerir la Terra. Els dos primers trops van ser prominents a la sèrie "Barsoom" d'Edgar Rice Burroughs, començant amb "Una princesa de Mart" el 1912.
El físic Freeman Dyson, una figura clau en la recerca de vida extraterrestre, va reconèixer el seu deute amb la lectura de les ficcions de H. G. Wells quan era un nen.
La publicació i recepció de La guerra dels mons va establir el terme vernacle de marcià com a descripció d'alguna cosa de fora del món o desconeguda.

#### Antecedents
A Wells se li atribueix l'establiment de diversos temes extraterrestres que més tard van ser ampliats en gran manera pels escriptors de ciència-ficció al segle 20, incloent el primer contacte i la guerra entre planetes i les seves diferents espècies. Hi havia, però, històries d'extraterrestres i invasió alienígena abans de la publicació de La guerra dels mons.
El 1727 Jonathan Swift va publicar Els viatges de Gulliver. El conte incloïa un poble obsessionat amb les matemàtiques i més avançat que els europeus científicament. Poblen una fortalesa insular flotant anomenada Laputa, que utilitza la seva ombra per evitar que el sol i la pluja arribin a les nacions terrenals per les quals viatja, assegurant que pagaran tribut als laputians.
Micromégas (1752) de Voltaire inclou dos éssers de Saturn i Sírius que, tot i tenir aparença humana, són d'una mida immensa i visiten la Terra per curiositat. Al principi, la diferència d'escala entre ells i els pobles de la Terra els fa pensar que el planeta està deshabitat. Quan descobreixen les altives visions centrades en la Terra dels filòsofs de la Terra, es diverteixen enormement per la importància que els éssers de la Terra es donen comparats amb éssers més grans de l'univers com ells mateixos.
El 1892 Robert Potter, un clergue australià, va publicar The Germ Growers a Londres. Descriu una invasió encoberta d'extraterrestres que prenen l'aparença d'éssers humans i intenten desenvolupar una malaltia virulenta per ajudar als seus plans de conquesta global. No va ser àmpliament llegida i, en conseqüència, la novel·la molt més reeixida de Wells és generalment acreditada com la història seminal d'invasió alienígena.
La primera ciència-ficció ambientada a Mart pot ser Across the Zodiac: The Story of a Wrecked Record (1880) de Percy Greg. Era un llibre de llarg recorregut relacionat amb una guerra civil a Mart. Una altra novel·la de Mart, aquesta vegada sobre marcians benèvols que arriben a la Terra per donar a la humanitat el benefici dels seus coneixements avançats, va ser publicada el 1897 per Kurd Lasswitz - Auf Zwei Planeten. No es va traduir a l'anglès fins al 1971 i, per tant, no va influir en Wells, tot i que representava un Mart influenciat per les idees de Percival Lowell.
Altres exemples són Mr. Stranger's Sealed Packet (1889) de Hugh MacColl, que va tenir lloc a Mart, Journey to Mars de Gustavus W. Pope (1894), i Pharaoh's Broker d'Elmer Dwiggins, escrit sota el nom d'Ellsworth Douglass, en què el protagonista es troba amb una civilització egípcia a Mart que, tot i ser paral·lela a la de la Terra, ha evolucionat de manera independent.

#### Primers exemples d'influència en la ciència-ficció
Wells ja havia proposat un altre resultat per a la història de la invasió alienígena a La guerra dels mons. Quan el narrador es troba amb l'artiller per segona vegada, l'artiller s'imagina un futur on la humanitat, amagada sota terra en clavegueres i túnels, porta a terme una guerra de guerrilles, lluitant contra els marcians durant les generacions futures i, finalment, després d'aprendre a duplica la tecnologia d'armes marciana, destrueix els invasors i recupera la Terra.
Sis setmanes després de la publicació de la novel·la, el diari The Boston Post va publicar una altra història d'invasió alienígena, una seqüela no autoritzada de La guerra dels mons, que va donar la volta als invasors. La conquesta de Mart d'Edison va ser escrit per Garrett P. Serviss, un escriptor poc recordat, que va descriure l'inventor Thomas Edison liderant un contraatac contra el invasors a la seva terra natal. Tot i que en realitat es tracta d'una seqüela de Fighters from Mars, una reedició revisada i no autoritzada de La guerra dels mons, totes dues es van imprimir per primera vegada al Boston Post el 1898. Lazar Lagin va publicar Major Well Andyou a l'URSS el 1962, una visió alternativa dels esdeveniments de La guerra dels mons des del punt de vista d'un traïdor.
La guerra dels mons es va reeditar als Estats Units el 1927, abans de l'Edat Daurada de la ciència-ficció, per Hugo Gernsback a Amazing Stories. John W. Campbell, un altre editor clau de ciència-ficció de l'època i escriptor de contes periòdics, va publicar diverses històries d'invasió alienígena a la dècada de 1930. Després van fer el mateix molts escriptors de ciència-ficció coneguts, inclosos Isaac Asimov, Arthur C. Clarke, Clifford D. Simak i Robert A. Heinlein amb The Puppet Masters i John Wyndham amb The Kraken Wakes.

#### Exemples posteriors
El tema de la invasió extraterrestre s'ha mantingut popular fins als nostres dies i s'utilitza amb freqüència en les trames de pel·lícules, televisió, novel·les, còmics i videojocs. La novel·la gràfica d'Alan Moore, The League of Extraordinary Gentlemen, Volum II, torna a narrar els esdeveniments a La guerra dels mons.
Marvel Comics va publicar una sèrie derivada ambientada al futur en què els marcians van tornar a la terra aproximadament un segle després dels esdeveniments de la novel·la amb la lliçó ben apresa. Aquesta vegada, van aconseguir establir el domini marcià a la Terra. Amb el mateix títol original, War of the Worlds i protagonitzada per Killraven es va publicar com a serial dins Amazing Adventures vol.2 des del núm. 18 (publicat el febrer de 1973 amb data de portada maig de 1973) fins al final de la col·lecció, al núm. 39 el 1976. Killraven i altres secundaris del serial han continuat apareixent als còmics de Marvel de manera irregular després del tancament de la col·lecció.

## Adaptacions

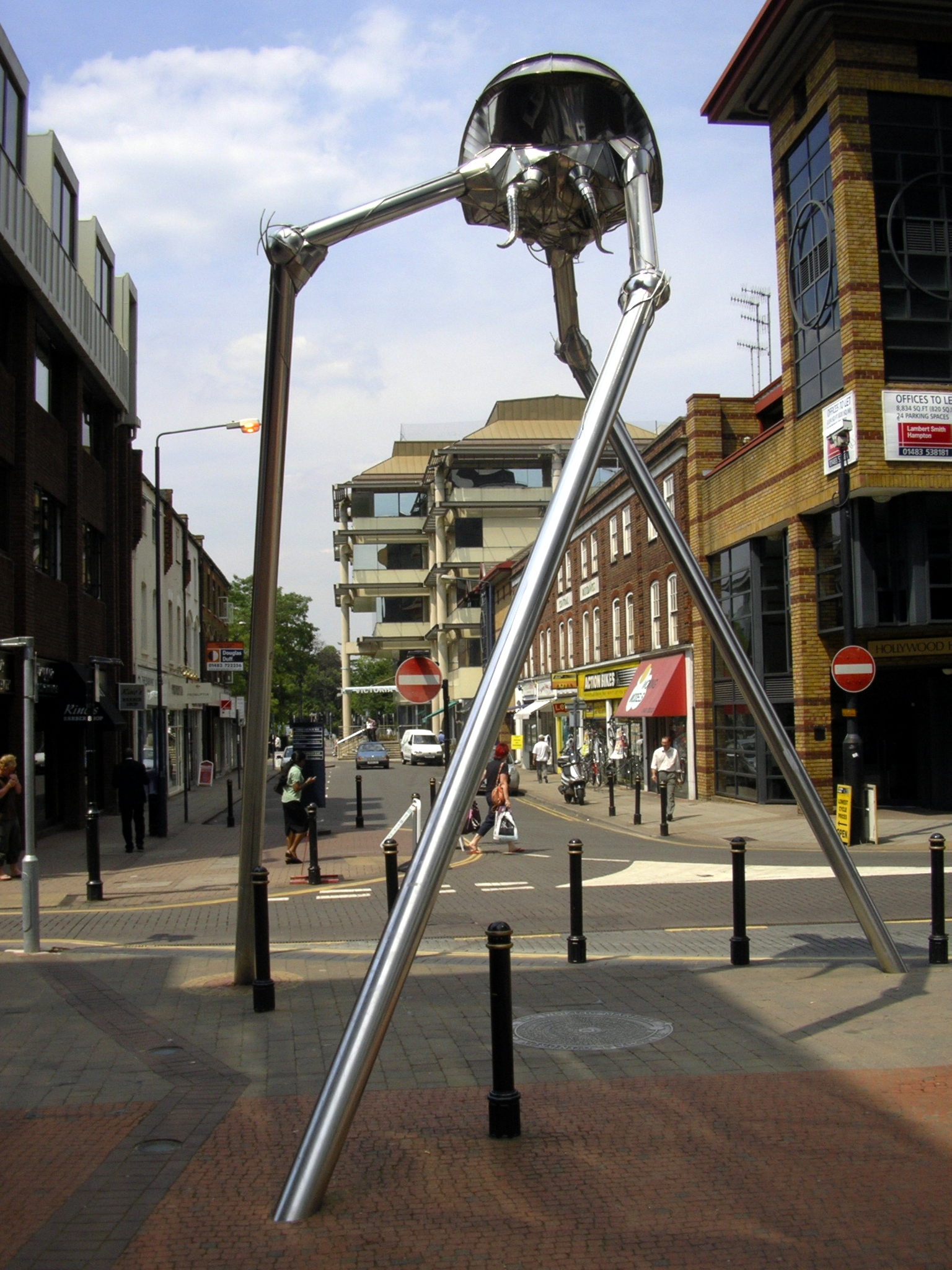
Rèplica d'un trípode a Woking.

El 30 d'octubre de 1938, Orson Welles, actor, guionista i director de cinema, a més de locutor de ràdio, va emetre un simulacre de noticiari, inspirat en la novel·la original. Es va interrompre la programació habitual per a emetre la notícia que una nau marciana havia aterrat a Grovers Mill, Nova Jersey (Estats Units). L'emissió ha estat descrita com prou realista com per a espantar molts oients i fer-los creure que realment estava succeint, encara que es va dir des de bon principi que no era real i, fins i tot, entre actes, posaven publicitat. No obstant això, els crítics posteriors assenyalen que el suposat pànic va ser exagerat pels diaris de l'època, buscant desacreditar la ràdio com a font de notícies i informació o explotar estereotips racials. Aquesta emissió va impulsar notablement la carrera d'Orson Welles.
Tot i que el fet més conegut és la versió d'Orson Welles, a l'Equador també va passar quelcom de similar, el dissabte 12 de febrer de 1949 a Ràdio Quito, una de les emissores més prestigioses del país. Al contrari de la versió americana, el director Leonardo Páez ho va intentar fer el més real possible. Malgrat que la broma només va durar 20 minuts, va ser capaç de generar greus aldarulls, i va haver-hi un incendi a l'edifici on funcionava aquesta ràdio. En haver mort 5 persones, la ràdio va estar dos anys tancada, fins al 1951.
El 1953, es va adaptar la novel·la al cinema, potser allunyant-se'n massa de la trama. Per exemple, la història succeeix a Los Angeles, o els humans intenten acabar amb els marcians amb la bomba atòmica, sense èxit. La direcció fou a càrrec de Byron Haskin. Vegeu La guerra dels mons (pel·lícula de 1953).
Una nova versió cinematogràfica es va filmar el 2005. La trama també se separa força de la novel·la original, localitzant-se a Nova York, i adaptada als temps moderns. La direcció fou a càrrec de Steven Spielberg. Vegeu La guerra dels mons (pel·lícula de 2005).
El 1978, Jeff Wayne va produir una àlbum musical de la història, amb les veus de Richard Burton i David Essex. Wayne també va fer dues gires de concerts musicals en directe.
El 2019 es va estrenar a Londres una experiència immersiva de La guerra dels mons basada en la partitura de Jeff Wayne. Jason Donovan i Carrie Hope Fletcher van assistir a la preestrena mundial el 30 de maig. L'espectacle utilitza una combinació interactiva innovadora de realitat virtual, hologrames volumètrics i teatre en directe per portar els visitants al cor d'aquesta història clàssica de ciència-ficció com mai abans. L'espectacle inclou en gran manera la partitura musical guardonada de Jeff Wayne, així com actuacions hologràfiques de Tom Brittney, Anna-Marie Wayne i Carrie Hope Fletcher, un tobogan de 10 metres, l'olor de la carn cremada i un vol en globus aerostàtic de realitat virtual a Mart. L'espectacle forma part d'una experiència nocturna on els visitants poden tastar còctels i menjar plats inspirats en steampunk, tot ambientat a la Gran Bretanya victoriana al bar The Spirit of Man.